# Новозеландский перепел
Новозеландский перепел (лат. Coturnix novaezelandiae) — вид вымерших птиц из трибы Coturnicini семейства фазановых (Phasianidae). Эндемик Новой Зеландии. Вымер с 1875 года.
Длина тела составляла от 17 до 22 см, масса около 200 г. Оперение сверху тёмно-бурое, брюхо песочного цвета с тёмно-бурыми и чёрными крапинами. Самец и самка были похожи, правда, самка была светлее.
Впервые вид был описан Джозефом Бэнксом во время его путешествия в Новую Зеландию вместе с Джеймсом Куком в 1769—1770 годах. Этот вид вёл наземный образ жизни на лугах, питаясь семенами и травой. Первый экземпляр в 1827 году получили Жан-Рене-Констан Куа и Жозеф-Поль Гемар во время путешествия французского путешественника Жюля Дюмон-Дюрвиля. Его иногда рассматривали как конспецифичный вид с австралийским Coturnix pectoralis, который тогда получил название Coturnix novaezelandiae pectoralis, поскольку его научно описали только после новозеландских птиц.